# (8692) 1992 WH
(8692) 1992 WH là một tiểu hành tinh vành đai chính. Nó được phát hiện bởi Seiji Ueda và Hiroshi Kaneda ở Kushiro, Hokkaidō, Nhật Bản, ngày 16 tháng 11 năm 1992.